# 金星 (ダンサー)
金星 (きん せい、チン・シン、簡体字: 金星、ハングル: 김성、1967年8月13日 - ) は、中華人民共和国のモダンダンサー・コンテンポラリーダンサー、振付師、女優。上海金星舞踏団の創設者。中国文化部が主催する第二回全国舞踏大会で特別優秀賞を受賞し、米国を始め西側諸国を転々としてモダンダンスでキャリアを積んだ。帰国後はダンサーとして活動するとともにテレビタレントとしても有名になった。トランスジェンダー女性である。

## 経歴

### 生い立ち
1967年、瀋陽にて朝鮮族の家庭に生まれる。母親は遼寧省軽工科学研究院の資料保管員、父親は瀋陽軍区情報部士官。少数民族の生まれのために、出自を隠すように言われるなど子供の頃から差別を感じた。
幼い頃は珠算が得意だった 。9歳のときに瀋陽軍区前進歌舞団に入団して舞踏を学び、1984年に人民解放軍芸術学院舞踏系を卒業した。1985年、第1回桃李杯で男子部門金賞を獲得し、二等功を授与された。

### 海外へ
1987年に広東舞踏学校モダンダンス科が国内初のモダンダンス科として創設された際、一期生として入学。翌年、全額を奨学されてニューヨークに留学し、当地でマリー・ルイスやマース・カニンガムに学んだ。また、ニューヨークでは性的少数者のコミュニティと接触し、自らをトランスジェンダーだと考えるようになった。
1991年、American Dance Festival にて振付の代表作『半夢（Half Dream）』を発表し、最優秀振付師に選ばれた。その後ヨーロッパに移り、同年イタリアで、翌年はベルギーで活動した。

### 帰国
1993年に帰国。北京市文化局による北京現代舞団創設に関わり、1996年の創設記念公演のために『紅与黒』を振り付けた。
1995年に中国で性別適合手術を受けた。手術の際に誤って16時間にわたって左足が圧迫され続けてしまい片足不随となったが、1年あまりのリハビリによって奇跡的に回復した。手術の過程は張元によってドキュメンタリー『金星小姐』にまとめられた。
1999年、中国最初の民間モダンダンスグループである金星舞踏団を設立。翌年春、舞踏団とともに拠点を北京から上海に移した。2002年、タンツカンパニー・ルバートとの合作『从人到人 / Person to Person』をベルリンで発表。同年、英国のピアニストであるジョアンナ・マクレガーとコラボレーションした舞踊劇『从東到西 / Cross Border - Crossing the Line』を上海話劇芸術センターで披露した。
2006年、国際モダンダンス祭『舞在上海』を創始。2010年に上海万博が開催された際にはオーストリア、スウェーデンおよびフィンランドのナショナルデープログラムに協力した。

### テレビ・映画出演
2002年公開の韓国映画『リザレクション』でララ役を演じ、女優としてデビュー。その後、2005年『トム・ヤム・クン!』（マダム・ローズ役）、2016年『バース・オブ・ザ・ドラゴン』（レディ・ブロッサム役）などに出演した。
2005年から放送開始した星空衛視の公開ダンスオーディション番組シリーズ『星空舞状元』にて審査員を務めた。2011年には同様の番組である東方衛視の『舞林大会』に第4シーズンから審査員として参加、同年放送開始した浙江衛視の『非同凡响』でも審査員を務めた。これらのテレビ出演中で金星は毒舌コメントで人気を博すようになったため、2012年に星空衛視で初冠番組であるトーク番組『金星撞火星』が始まり、2015年には東方衛視でも同様のトーク番組『金星秀』が放送を開始した。その後、『今夜百楽門』（2016年、コメディ・バラエティ）や『你好另一半』（2021年、恋愛リアリティショー）でも司会を務めた。

## 私生活
1990年にニューヨークで現地の女性と結婚したが、これはグリーンカードを取得したい金星と同居人を得て家賃を分担したい友人との間の形式的なものだった。2000年、相手が通常の意味での結婚相手を見つけたため離婚。
2004年にパリから上海に向かう飛行機内でドイツ人男性と知り合い、2005年に結婚した。3人の養子がいる。

## 価値観・騒動
中国の文化産業の現状に対してたびたび不満を表明している。2002年にドイチェ・ヴェレ中国語版の取材を受けた際、同年の『从人到人』での合作相手であるタンツカンパニー・ルバートと自身の金星舞踏団とを比較し、ベルリン市やドイツ社会から価値を認識されて支援を受けられる前者に比べ、自身は少なくとも1.5倍の労力を資金獲得に費やさなければならないと語った。同年に中国網の取材を受けた際も同様のことを述べ、加えて、中国の娯楽業界は十分な経済力を有しているが、公共性のある団体が存在しないためにそれを腐敗によって失っているのだと示唆した。2010年には中国の文化保護のあり方が狭隘すぎると指摘し、それが中国文化の国際的な拡大を妨げているとした。
性的少数者のコミュニティとは一定の距離を保っており、人々のインスピレーションや指導的人物になりたいとは思っていない。また、自身がトランスジェンダーであるために注目を浴びることに対しても必ずしも肯定的ではない。しかし、入口がなんであれ、より多くの人にダンスに関心を持ってもらえて作品を評価してもらえるなら嬉しいことだとも語っている。
幼い頃から自身の性同一性を自覚していたが、28歳で性別適合手術を受けるまでは公にしなかった。ダンスで成功を収め強固な社会的地位を獲得した後でなければ社会に受け入れられないという考えからだったという。しかし金星もトランスジェンダーの面する差別と無縁ではない。2011年7月から審査員を務めていたオーディション番組『非同凡响』ではシーズン途中で出演を停止され、決勝戦の審査に参加できなかった。金星は自身の微博への投稿で、浙江広電総局からの通知文面上で性別変更の経歴が理由に挙げられていたとし、市民に対する公然の性差別だと怒りを表明した。2024年には、広州での舞台劇『日出』の上演申請が拒否されたのを皮切りに仏山、蘇州、上海でも相次いで公演が取り消された。性的少数者の権利運動が習近平体制下でますます強い圧力を受ける中、同年1月の公演で観客が持参したレインボーフラッグをカーテンコールで掲げたことが原因ではないかとの推測が広がった。中華人民共和国におけるLGBTの権利も参照。
2022年春、ウクライナ戦争の勃発に際して微博でプーチン大統領を風刺するとともに反戦を訴えたが、投稿は程なくして削除され、アカウントにも制限をかけられた。

## 作風・評価
ニューヨーク留学時代に発表した代表作のひとつ『半夢』は中国の民間説話「梁山伯と祝英台」に基づいている。陳鋼と何占豪による同名の協奏曲を劇伴とし、京劇の要素も組み込まれている。New York Times によると、個人化されたスタイルにもかかわらず精神性は中国的で、またテーマは解釈に開かれているが、明らかに個人と集団を対比していた。
2002年にタンツカンパニー・ルバートと合作した『从人到人 / Person to Person』は性別の問題に切り込んだ作品である。男女一組で、最初にそれぞれの性別の典型的な性役割に基づくスタイルで踊り、次に同じ振付を男女役を逆転させて踊る。それは性別の構築性に対する探求であるという。
同じく2002年に発表されたイギリスの前衛ピアニストジョアンナ・マクレガーとの合作『从東到西 / Cross Border - Crossing the Line』は東洋と西洋の対話を表現した作品である。越劇の一場面の録音に合わせて白鳥の湖より白鳥と黒鳥が、また同時に京劇作品『智取威虎山』より楊子荣が登場する。ピアノ演奏には中国古典音楽の要素が含まれ、また上海の都市情景を捉えた映像も使用した。その総体はユーモラスな表現としてまとめられており、マクレガーいわく、「東西文化間の多くの差異がユーモアの中で融け去っていく」。
2006年にヴェネツィア・ビエンナーレで発表した『最近和最遠的』は古琴を使用する。その二千年に渡る歴史を振り返りながら、古琴のかなでの「静」を現代社会の狂騒と対比し、古琴の中華文化や歴史の中での意義を問う。北京電視台によると、金星は西洋由来のモダンダンスの技法を採用しながらも、その内容には中国の広く深い伝統文化が融合されている。西洋の知識と東洋の思想が金星の身体言語によって接続し、それはもはや単なるダンス形式ではなく、生命の詩情が濃縮された魂の訴えである。
2017年のBBC「100人の女性」に選ばれた。

## 参加作品

### ダンス
| 年     | 発表地       | タイトル                                                 |
| ------ | ------------ | -------------------------------------------------------- |
| 1989年 | ニューヨーク | 『哭龍』『跟着自己走』                                   |
| 1990年 | ニューヨーク | 『白風』『文化交流』                                     |
| 1991年 | ニューヨーク | 『半夢』                                                 |
| 1991年 | ローマ       | 『芸伎』                                                 |
| 1992年 | ベルギー     | 『脚歩』『聖母マリア』『午夜狂人』『感情点』『不同観点』 |
| 1993年 | 北京         | 『窓口』『誰看誰』『色彩感覚』                           |
| 1994年 | 北京         | 『蓝色風情』                                             |
| 1994年 | 上海         | 『小站』『一口気』                                       |
| 1995年 | ラサ         | 『格珍独舞晚会』『献』                                   |
| 1996年 | 北京         | 『红与黒』                                               |
| 1997年 | 北京         | 『向日葵』                                               |
| 1999年 | 上海         | 『牡丹亭』                                               |
| 2000年 | 上海         | 『海上風』『カルミナ・ブラーナ』                         |
| 2001年 | 上海         | 『永遠的現在時』                                         |
| 2002年 | ベルリン     | 『从人到人』                                             |
| 2002年 | 上海         | 『从東到西』                                             |
| 2003年 | 上海         | 『上海タンゴ』『四喜』                                   |
| 2004年 | マカオ       | 『霧語』                                                 |
| 2005年 | 上海         | 『謎魅上海』                                             |
| 2006年 | 上海         | 『中国制造·遊園惊夢』                                    |
| 2006年 | ヴェネツィア | 『最近和最遠的』                                         |
| 2009年 | 上海         | 『中国式交流』                                           |
| 2010年 | 上海         | 『感知色彩』                                             |
| 2010年 | 北京         | 『暗香』『玩偶之家』『圆』                               |
| 2012年 | 上海         | 『家』『九宮格』                                         |
| 2013年 | 上海         | 『我和我的細胞在九宫格里Have Fun』                       |
| 2014年 | 上海         | 『不同的孤独』                                           |
| 2014年 | 北京         | 『三位一体』                                             |
| 2018年 | 無錫         | 『野花』                                                 |

### 劇・ミュージカル
| 年     | 上演地 | タイトル               | 役職       |
| ------ | ------ | ---------------------- | ---------- |
| 1993年 | 北京   | 『我愛XXX』            | 振付       |
| 1997年 | 北京   | 『断腕』               | 俳優       |
| 1997年 | 北京   | 『音楽之声』           | 監督       |
| 2002年 | 上海   | 『狗魅Sylvia』         | 俳優       |
| 2008年 | 上海   | 『陰差陽錯』           | 俳優       |
| 2012年 | 上海   | 『尷尬』               | 俳優       |
| 2013年 | 上海   | 『曖昧』『最後的貴族』 | 俳優       |
| 2017年 | 北京   | 『父親』               | 俳優       |
| 2021年 | 上海   | 『日出』               | 監督、俳優 |

### テレビドラマ
| 年     | タイトル           | 役     |
| ------ | ------------------ | ------ |
| 2004年 | 『女儿屋的故事』   | 孟丽娜 |
| 2016年 | 『我的女神我的媽』 | 徐曼麗 |
| 2017年 | 『林海雪原』       | 蝴蝶迷 |

### 映画
| 年     | タイトル                       | 役                 |
| ------ | ------------------------------ | ------------------ |
| 2002年 | 『リザレクション』             | ララ               |
| 2005年 | 『トム・ヤム・クン!』          | マダム・ローズ     |
| 2014年 | 『分手大師』                   | カメオ出演         |
| 2016年 | 『バース・オブ・ザ・ドラゴン』 | レディ・ブロッサム |
| 2018年 | 『你美麗了我的人生』           | 金老师             |

### 著書
- 金星『挑戦上帝的錯：金星的舞夢人生』晶冠出版社、2004年。ISBN 978-957-28409-7-9。
- 金星『半夢: 金星自伝』中信出版社（中国語版）、2005年。ISBN 978-750-86040-9-1。